# Uru (São Paulo)
Uru es un municipio brasileño del estado de São Paulo. Se localiza a una latitud 21º47'02" sur y a una longitud 49º16'51" oeste, estando a una altitud de 427 metros. Su población estimada en 2004 era de 1.432 habitantes. Posee un área de 148,96 km².

## Religión
El Cristianismo está presente en la ciudad de la siguiente manera:

### Iglesia Católica
La iglesia católica del municipio forma parte de la Diócesis de Lins.

### Iglesia Protestante
En la ciudad están presentes las más diversas creencias evangélicas, principalmente pentecostales, incluidas las Asambleas de Dios de Brasil (la iglesia evangélica más grande del país), Congregación Cristiana, entre otras. Estas denominaciones están creciendo cada vez más en todo Brasil.